# Джордж Годвін
Джордж Годвін (англ. George Godwin; 28 січня 1813, Лондон — 27 січня 1888, Лондон) — англійський архітектор, журналіст, мистецтвознавець в області архітектури і редактор журналу «The Builder»; член Лондонського королівського товариства і Лондонського товариства антикварів.

## Життєпис
Джордж Годвін народився 28 січня 1813 року; будучи одним із дев'яти дітей архітектора Джорджа Годвіна-старшого (1780—1863), він із ранньої юності обрав для себе будівельну професію і вже в 1835 році досяг в ній такого рівня теоретичних знань, що Британський інститут (англ. Royal Institute of British Architects) відзначив його премією за твір на архітектурну тематику.

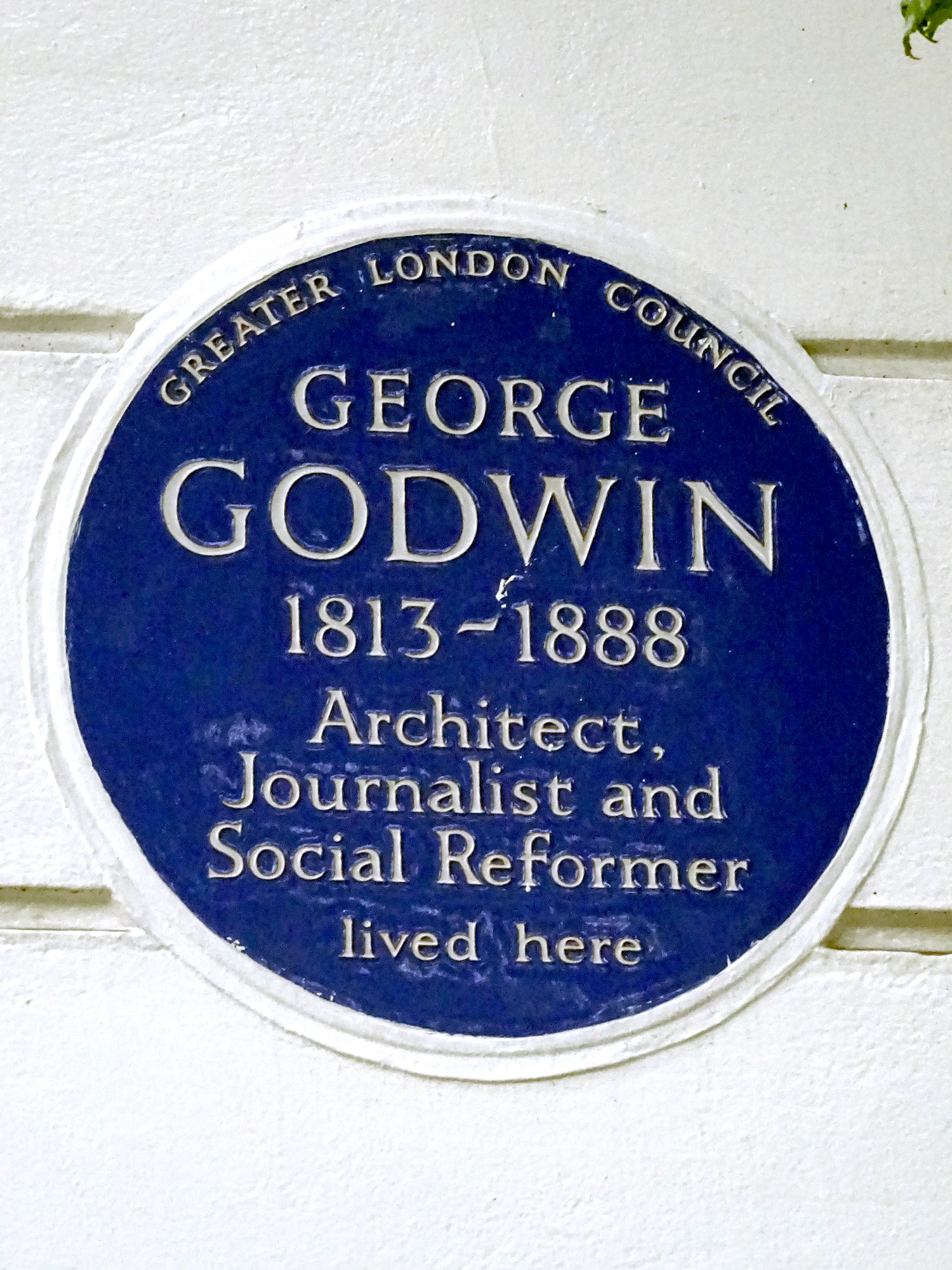
Пам'ятна табличка, присвячена Дж. Годвіну

Через три роки, натхнений своїм другом-антикваром Джоном Бріттоном (1771—1857), Джорж Годвін опублікував змістовне авторське дослідження про лондонські церкви, а в 1839 році він став головним засновником художнього союзу в Лондоні (англ. Art Union of London).
Серед літературних праць Дж. Годвіна особливо заслуговують на увагу «History in ruins» (1853) і «London shadows» (1854); а також статті, які публікувалися в «Civil Engineer and Architecte Journal» і в «Art Journal».
З 1844 року й до своєї смерті він був головним редактором досить впливового лондонського архітектурного журналу «The Builder».
Що стосується практичної діяльності Годвіна, то його талант і знання втілилися в багатьох значних будівлях, зокрема, при спорудженні церков Сент-Мері у Вест-Брамптоні, церкви Святого Іуди і Луки в Соут-Кенсінгтоні, а також у реставрації церкви Сент-Мері-Редкліф в Брістолі. За заслуги перед Вітчизною він був прийнятий в члени Лондонського королівського товариства і Лондонського товариства антикварів.
Джордж Годвін помер 27 січня 1888 року в Кенсінгтоні (Лондон).